# Бензил
Бензил — 1,2-дифенилэтан-1,2-дион (дифенилглиоксаль), желтые кристаллы, нерастворимые в воде и растворимые в органических растворителях. Замещенные дибензилы используются в качестве фотоинициаторов радикальной полимеризации в синтезе полимеров.

## Физические свойства

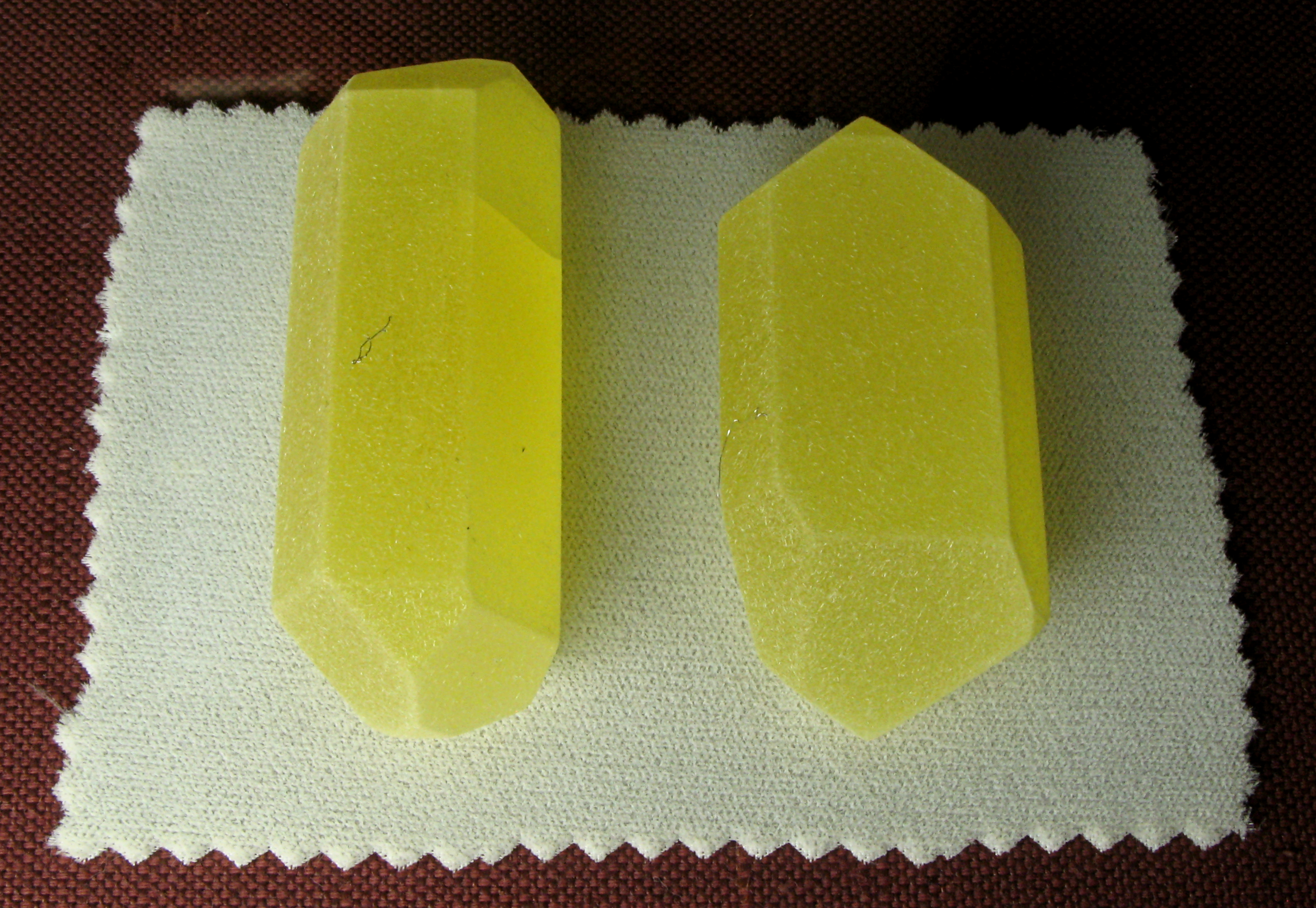
Кристаллы бензила (Геомузей университета Кёльна)

В твердой фазе бензил существует в двух полиморфных кристаллических формах: ниже -189 °C стабильна форма II, выше этой температуры - кристаллическая форма I.
Несмотря на то, что молекула бензила не содержит хиральных атомов углерода, бензил кристаллизуется из растворов в виде смеми энантиоморфных - левых и правых - кристаллов. Этот факт объясняется тем, что вследствие конформационной подвижности относительно связи между карбонилами и неплоской структуры молекул возникает  конформационная аксиальная хиральность. В растворе или расплаве эти энантиомеры переходят друг в друга, однако при кристаллизации образуются хиральные домены из-за более выгодной упаковки молекул одного энантиомера.

## Синтез
Бензил синтезируют окислением бензоина с использованием различных окисляющих агентов (Cu (II), азотная кислота, хлор, йод и т.п.) в различных условиях; так, одним из лабораторных методов синтеза бензила в килограммовых масштабах является окисление бензоина в водном пиридине действием сульфата меди, выход составляет 86%
| Бензоин | →      |
| Бензоин | Бензил |

Также показано (в миллимолярных масштабах), что бензоин (как и другие бензоины) может быть окислен в бензил кислородом воздуха при катализе оксидом алюминия в растворах метанола, акрилонитрила и дихлорметана.
Окисление бензоина азотной кислотой или кислородом воздуха в при катализе солями меди используется в качестве промышленных методов синтеза бензила.

## Реакционная способность

### Восстановление
Воздействие различных восстановителей на бензоин позволяет последовательно восстановить обе карбонильные группы.
При восстановлении бензила переходными металлами в кислой среде (цинк или хлорид олова в соляной кислоте, железо в уксусной кислоте, дитионит натрия) образуется рацемическая смесь R- и L-бензоинов.
Фермент бензилредуктаза (EC 1.1.1.321) бактерии en:Xanthomonas oryzae селективно восстанавливает бензил до R-бензоина.
Амальгама натрия и борогидрид натрия в этаноле восстанавливают бензил до гидробензоина:
C6H5C(OH)COC6H5 {\displaystyle \to } C6H5CH(OH)CН(OH)C6H5
При электрохимическом восстановлении или при восстановлении водородом на никеле Ренея бензил восстанавливается до дибензила:
C6H5C(OH)COC6H5 {\displaystyle \to } C6H5CH2CH2C6H5

### Взаимодействие с нуклеофилами
Бензил является типичным кетоном - при взаимодействии с аминами образует шиффовы основания, с гидроксиламином - сначала монооксим, а затем - диметилглиоксим, с гидразинами - соответствующие гидразоны.
Взаимодействие бензила с аммиаком (в виде ацетата аммония) и альдегидами используется как метод синтеза 4,5-дифенилимидазолов,:
(R2, R3 = Ph)

### Фотохимические реакции
Фотолиз бензила и его производных с образованием свободных радикалов обуславливает их применение в качестве фотоинициаторов радикальной полимеризации.
В растворах бензил при облучении ультрафиолетом образует сложную смесь продуктов взаимодействия радикалов, образующихся при фотодиссоциации бензила с растворителем и кислородом воздуха. Так, при фотолизе (ближний ультрафиолет с λmax 366 нм) бензила в циклогексане основными продуктами являются бензойная кислота (~19%), бензальдегид, фенилциклогексилкетон, бензоин и бензоат бензоина.
В присутствии кислорода при облучении в бензила в полимерных пленках ближнем ультрафиолете (длинноволновая область поглощения перехода n→π*) происходит фотоокисление бензила в перекись бензоила с почти количественным выходом.